# Arediusz
Arediusz – imię męskie pochodzenia greckiego, z gr. Aridaios, które zostało przyswojone za pośrednictwem łaciny. Prawdopodobnie jednak pierwotnie wywodzi się z języka perskiego, w którym występuje słowo aridai, oznaczające „mocny, silny”. Szczególnie często występowało w Macedonii.
Arediusz imieniny obchodzi 25 sierpnia, jako wspomnienie św. Arediusza (Yrieix), opata z Limoges.
Odpowiedniki w innych językach:
- łacina – Aridaeus, Arrihdaeus
- język angielski – Aredius
- język francuski – Arède, Yrieix (wym. jako Irié), Héraye, Hérie, Izaire, Sériès (to ostatnie w połączeniu ze skrótem S - Saint)
- język grecki – Aridaios
- język hiszpański – Aredio

Zobacz też:
- Saint-Yrieix-sur-Charente[2]
- Saint-Yrieix-la-Perche
- Saint-Sériès